# 마이크 하프나
마이크 하프나(일본어: ハーフナー・マイク 하후나 마이쿠[*], 1987년 5월 20일 ~ )는 네덜란드계 일본인 은퇴한 축구 선수이다. 소속팀과 U-19, U-20 일본 대표팀에서 스트라이커로 활약했다.
부모가 모두 네덜란드인이며, 아버지 디도 하프나도 J리그에서 골키퍼로 활약하였다.

## 구단 경력
그는 2006년부터 2020년까지 J리그의 요코하마 F. 마리노스, 아비스파 후쿠오카, 사간 도스, 방포레 고후, 비셀 고베, 베갈타 센다이에서 활동하였다.

## 국가대표팀 경력
그는 2007년 FIFA U-20 월드컵에 참가할 일본 U-20 국가대표팀에 발탁되었으며, 1경기에 출전했다.
그는 2011년 FIFA 월드컵 예선에 참가할 일본 국가대표팀에 발탁되었으며, 9월 2일 조선민주주의인민공화국와의 경기에서 데뷔했다. 2013년 FIFA 컨페더레이션스컵에도 출전했다. 그는 2016년까지 국제 A매치 통산 18경기에 출전, 4득점을 넣었다.

## 통계
| 일본 | 일본 | 일본 |
| 연도 | 출전 | 득점 |
| ---- | ---- | ---- |
| 2011 | 5    | 2    |
| 2012 | 4    | 1    |
| 2013 | 8    | 1    |
| 2014 | 0    | 0    |
| 2015 | 0    | 0    |
| 2016 | 1    | 0    |
| 통산 | 18   | 4    |

## 수상
- 2010년 J리그 디비전 2 득점왕
- 2011년 J리그 베스트 XI